# Poziom kondensacji wymuszonej

Wykorzystanie emagramu do określenia wysokości LCL. Powietrze o temperaturze 30°C (A) i wilgotności odpowiadającej temperaturze punktowi rosy 0°C (B).

Poziom kondensacji wymuszonej (ang. lifted condensation level, w skrócie LCL), często nazywany poziomem kondensacji – wysokość nad powierzchnią ziemi, na której para wodna w uniesionej do góry cząstce próbnej powietrza kondensuje. Do momentu osiągnięcia poziomu LCL wznosząca się cząsteczka schładza się suchoadiabatycznie, natomiast powyżej LCL następuje schładzanie wilgotnoadiabatyczne.
Na wysokości LCL występuje początek skraplania, co odpowiada podstawie chmur typu cumulus.
Znajomość poziomu kondensacji wymuszonej jest przydatna do prognozowania zjawisk burzowych. Przy dość niskim poziomie LCL burze mogą być dość liczne, gdyż warstwa hamująca konwekcję jest niewielka, a dolne warstwy troposfery są względnie dość wilgotne. Przy dość wysokim poziomie LCL (około 2000 m) może się pojawić duże hamowanie konwekcji, w szczególności, gdy w dolnych warstwach troposfery pojawi się izotermia lub inwersja temperatury, co powoduje ograniczenie występowania zjawisk burzowych. Ponadto podczas badań stwierdzono, że LCL o wysokości około 500 - 1000 m sprzyja rozwojowi trąb powietrznych, o ile spełnione są inne warunki potrzebne na uformowanie się tych zjawisk. LCL powyżej 1000 m w połączeniu z dużą energią potencjalną konwekcji CAPE sprzyja burzom gradowym, często połączonymi z silnymi porywami wiatru (zjawisko downburst).